# 家庭の事情 馬ッ鹿じゃなかろかの巻
『家庭の事情 馬ッ鹿じゃなかろかの巻』（かていのじじょう ばッかじゃなかろかのまき）は、1954年3月17日に東宝系で公開された日本映画。モノクロ。スタンダード。宝塚映画作品。

## 概要
1950年代後半に一世を風靡したヴォードヴィリアン・トニー谷主演の中編スラップスティックコメディ『家庭の事情』シリーズの記念すべき第1作。
本作は当時の「住宅難」を風刺しており、トニー扮する主人公が恋人と住む家を探そうと悪戦苦闘する内容となっているが、本作の目玉は、後半「家の中を電車が通る」という、日本喜劇史上最もユニークな場面である。
1982年放送の『月曜ロードショー』（TBS系列）の特集「東宝創立50年記念特集」で、本作の目玉シーンが放送されてからは一般に知られ、そして2000年代以降はCS放送で放送される様になった。
後に『お姐ちゃんシリーズ』でレギュラーになる重山規子が、本作でデビューしている。
本作は、次作『続家庭の事情 さいざんすの巻』と共にビデオソフト化された（規格：VHS、廃盤）。

## ストーリー
住宅ローン会社「立町月賦建設」のセールスマン・戸仁井谷夫は、同僚のOL・春子と相思相愛の仲。早く結婚したいのだが、世の中は住宅難時代、戸仁井家も春子の家も家族は同居だらけ、2人きりで住む家は無い。しかも会社には相良という有力な恋敵がいるため、戸仁井も気が気ではない。
そんなある日、戸仁井はセールスの帰り、電車内でスリが女性から財布を掏ろうとしたので女性に忠告、だがその女は、以前夢の中に出た金持ちの女そっくり、戸仁井は女に誘われて公園へ、ところがそこにはスリとその仲間が!実は女はスリの仲間だった。戸仁井はスリ達に身包みを剥がされランニング姿に、しかもスリ達は、後を追って来た春子を捕まえて車で逃亡、あわてて追っかける戸仁井。やがて戸仁井は本物のマラソンの中に紛れ込み、全速力で追っかけていたらゴールインしてしまい、優勝の「家具付き一戸建て住宅」を貰った。遂に念願は適ったのだ!
やがて二人は結婚し、念願の住宅へ、ところが入ってみると見知らぬ大勢の人達が。実はその人達は近所の団地の住人で、聞けば早井電鉄が鉄道を引くために立ち退きを求められていたので、住人達は鉄道の路線変更を求めてこの家で抗議していたのだ。そしてその路線変更は早井電鉄に受理され、戸仁井夫婦は立ち退かねばならなくなった。しかもこの一件にはあのスリ達も絡んでいた。実はスリたちは地上げヤクザで、この一帯を狙っていたのだ。八方塞に追い込まれた戸仁井は、遂に名案を出した。
やがて鉄道が開通し、やっと家に住める様になった二人。だが見てみると、家は真っ二つになり、その間を鉄道が通ってるではないか!?しかも早井電鉄には、かつての同僚・相良も嫌がらせのために運転手になっていたのだ。かくて毎日毎日家には電車が通り、やがて二人は神経衰弱となってしまった。思い余った二人は自殺を決意、線路に横たわる。するとそこへ相良が現れ、「今日は電車は来ないよ」「ストライキに入ったよ」と一言。またもショックになる二人。その時、戸仁井に名案が浮かんだ。それは戸仁井が早井電鉄の運転手になり、自宅で電車を止める事だった。ブーイングの客に対し、「今まで散々嫌がらされたから、仕返しざんす!」と開き直る戸仁井、そして春子は弁当売りまで始めた……。

## スタッフ
- 原作：三木鮎郎
- 脚本：賀集院太郎
- 監督：小田基義
- 撮影：藤洋三
- 音楽：多忠修
- 美術：西七郎
- 照明：西沢壽男
- 録音：森武憲

## 出演者
- 戸仁井谷夫（主人公）：トニー谷
- 春子（OL）：伊吹友木子
- 英代：重山規子
- 相良：千葉信男
- 広川課長（戸仁井の上司）：柳谷寛
- みさ子：春風すみれ
- 片目の小男：春日清
- おかみさんA（冒頭）：初音麗子
- 同B（同上）：瑠璃豊美
- 同C（同上）：梅香ふみ子
- 女子高校生：静花翠
- 親分（ヤクザ）：寺島雄作
- アベックの男（冒頭）：大原二郎
- 同 女（同上）：三條公子
- 戸仁井の母：小久保千代子
- 同 兄：滝太郎
- その妻：吉川美代子
- 戸仁井の姉：時雨乙和
- その夫：芝田統二

## 主題歌
「馬鹿ぢゃなかろか」
- 作詞：宮川哲夫／作曲：吉田正／編曲：多忠修／歌：トニー谷
- 原曲とは一部歌詞が変わっている。

## CS放送
CS放送では、2004年1月に日本映画専門チャンネルの企画「24時間まるごと日本の喜劇人」の中の一本として本作が放送された。なお、後の3作は放送されていない。
その後、2006年10月にチャンネルNECOのコーナー「SPアワー」で本作と第2作が放送され、さらに同年11月には第3作と第4作が放送された。

## 同時上映
『落語長屋は花ざかり』
- 構成：安藤鶴夫／脚本：井手俊郎／監督：青柳信雄／主演：榎本健一

## 参考資料
- キネマ旬報[どれ?]